# Mohamed Mahmoud Khalil

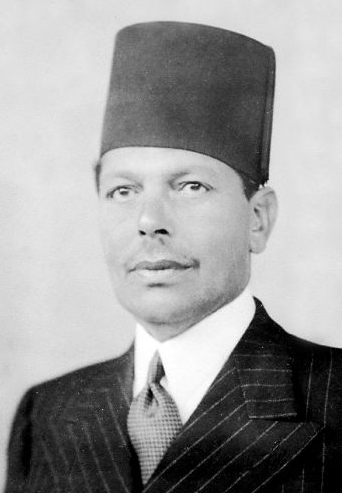
Muhammad Mahmoud Pasha

 Mohamed Mahmoud Khalil (auch Muhammad Mahmoud Pasha; * 1877 in Sahel Salim bei Asyut; † 1. Februar 1941 in Kairo) war ein ägyptischer Politiker und Kabinettsminister unter König Fu'ād I. bzw. König Faruq.

## Leben
Er entstammte einer wohlhabenden ägyptischen Familie (von seinem Vater Mahmud Suleiman hat er 1600 Feddan geerbt und vermehrte seinen Reichtum zu Lebzeiten durch Ankauf von Ländereien). Muhammad wurde in Asyut, Kairo und Balliol College in Oxford erzogen. An der Sorbonne studierte er Jura.
Er hatte verschiedene Verwaltungsposten inne und wurde Gouverneur von Fayyum und dem Sueskanal District. Er war zweimaliger ägyptischer Premierminister des Königreichs Ägypten. Die erste Amtszeit dauerte vom 27. Juni 1928 bis 4. Oktober 1929 und die zweite vom 29. Dezember 1937 bis zum 18. August 1939.
Mahmoud schloss sich der Revolution in Ägypten 1919 an und wurde zusammen mit dem Revolutionsführer, dem Rechtsanwalt Saad Zaghloul Pasha in Malta interniert. Aber er brach bald mit Saad und wurde 1922 zu einem der Gründer der Liberalen Verfassungspartei Wafd, zunächst als einer seiner Vizepräsidenten und im Jahr 1929 zu deren Präsidenten gewählt.
Da sich Großbritannien 1922 auf Grund der breiten Unabhängigkeitsbewegung gezwungen sah, seine Herrschaft über Ägypten aufzugeben, erhielt die Wafd im April 1923 bei der ersten Parlamentswahl nach der Unabhängigkeit die Mehrheit der Stimmen und wurde dadurch die führende politische Kraft in Ägypten.
Mahmoud trat 1926 in das Kabinett ein, wurde 1927 Finanzminister und Premierminister im Jahre 1928–1929. Nachdem König Faruq, auch auf britischen Druck, die Wafd aufgelöst hatte, bildete Mahmoud eine Koalitionsregierung und brachte 1938  die liberale Verfassungspartei wieder an die Macht.

## Veröffentlichungen
Er veröffentlichte einen Band seiner Reden unter dem Titel „AL YAD AL QAWIYYA“ (die starke Hand) und ein Memorandum über die anglo-ägyptischen Verhandlungen 1929.
Das Buch „Die Solimanian Familie“ zeigt Mohamed Mahmoud Pashas Leben im Amt, seine Beziehungen zu der britischen Königsfamilie und seine Verpflichtungen Ägypten zu dienen, so gut er konnte.

## Ehrungen
Am 13. Juni 1929  erhielt er die Ehrendoktorwürde von der Universität Oxford.

## Kunstsammler
1903 lernte Mahmoud Emiline Ectros in Paris kennen, eine passionierte Kunstsammlerin. Sie gab 4000 Pfund für Renoirs „Junge Frau mit schwarzer Krawatte“ (Jeune Femme a la Cravate Noire) aus und als er ihr dies vorwarf, meinte sie lachend, das sei eben ihr Schicksal. Heute hat das Bild einen Wert von ca. 50 Millionen Dollar. Im Laufe seines Lebens baute er eine sehr wertvolle Sammlung von seltenen Kunstwerken auf, die heute im bedeutendsten Kunstmuseum Ägyptens zu sehen sind. Er baute 1915 einen Palast, der 1962 in das nach ihm benannte Mahmoud-Khalil-Museum 1962
umgewandelt wurde.

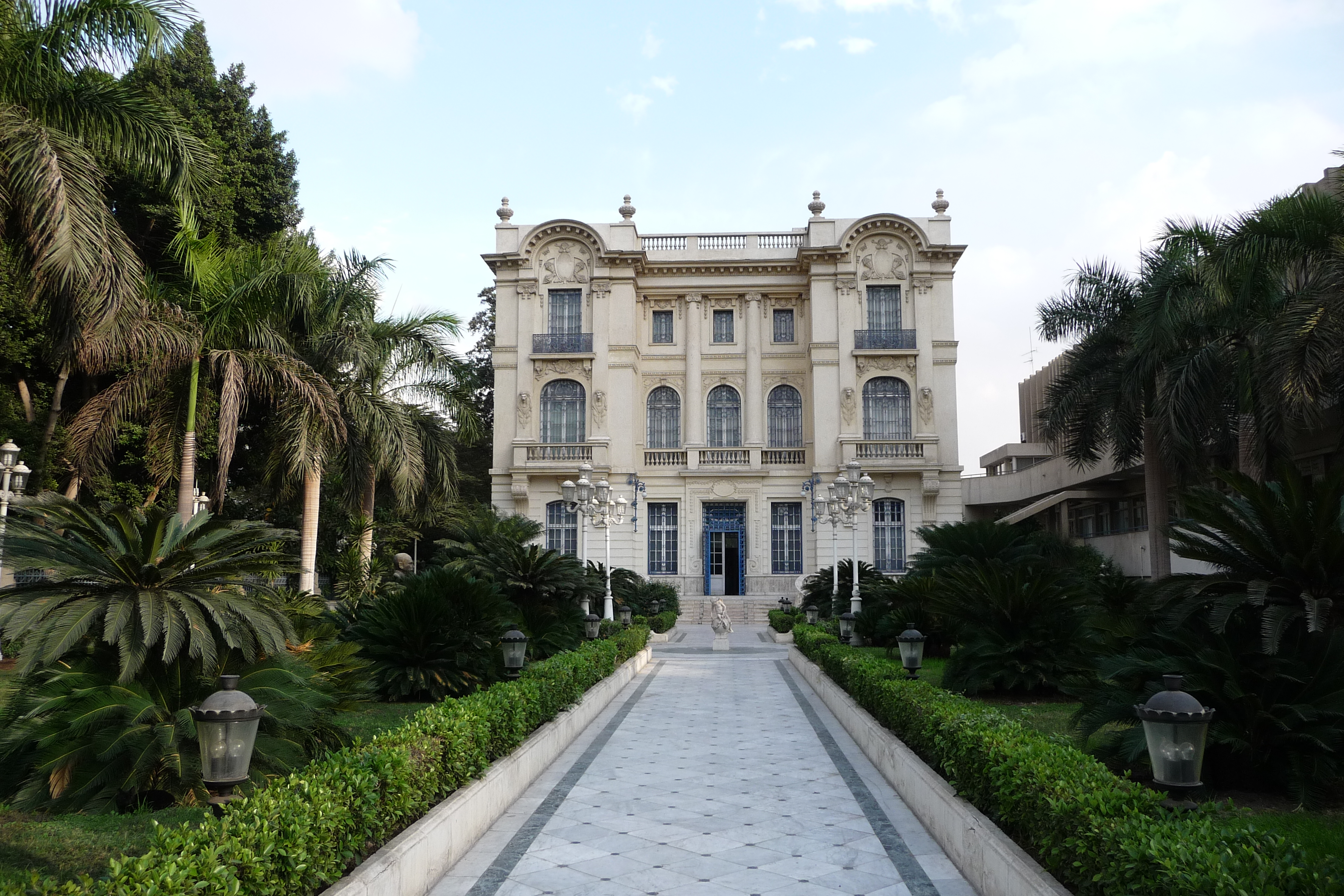
Eingang Mahmoud-Khalil-Museum

Der Bildhauer Anton Haggar schuf eine Statue von ihm im Jahre 1941.